# Seven Kingdoms II
Seven Kingdoms II – komputerowa gra strategiczna czasu rzeczywistego, kontynuacja gry Seven Kingdoms. Gracz wciela się we władcę jednego z 12 narodów ludzi lub jedną z siedmiu ras potworów, Frythan – rozgrywka w ich przypadku znacznie różni się od gry rasami ludzkimi. Celem gry jest pokonanie pozostałych nacji oraz budowa imperium. W grze istotnymi elementami oprócz kwestii militarnych są aspekty dotyczące dyplomacji oraz ekonomii.

## Rozgrywka
Gracz zdobywa ludzi w wioskach i miastach, dzięki nim napędza gospodarkę, i handel, może też nakładać podatki, by zyskiwać złoto. Jednostki wojskowe stacjonują w twierdzach, można rekrutować najemników, należących do różnych klas – kawalerię czy łuczników.

## Polskie wydanie
- Wydawca na terenie Polski: Cool Games
- Minimalne wymagania sprzętowe: Procesor Pentium 120 MHz, 32 MB RAM, CD-ROM x 6, WIN 95/98